# Sinceț, Kărdjali
Sinceț (în bulgară Синчец) este un sat în comuna Ardino, regiunea Kărdjali,  Bulgaria. 

## Demografie
Componența etnică a satului Sinceț
     Turci (82,75%)
     Nicio identificare (17,24%)
     Altele (0%)
La recensământul din 2011, populația satului Sinceț era de 58 locuitori. Din punct de vedere etnic, majoritatea locuitorilor (82,75%) erau turci. Pentru 17,24% din locuitori nu este cunoscută apartenența etnică.